# Shinao (köpinghuvudort i Kina, Jiangxi Sheng, lat 28,39, long 115,29)
Shinao är en köpinghuvudort i Kina. Den ligger i provinsen Jiangxi, i den sydöstra delen av landet, omkring 66 kilometer sydväst om provinshuvudstaden Nanchang. Antalet invånare är 44 393. Befolkningen består av 21 005 kvinnor och 23 388 män. Barn under 15 år utgör 19,0 %, vuxna 15-64 år 72 %, och äldre över 65 år 7,0 %.
Runt Shinao är det tätbefolkat, med 331 invånare per kvadratkilometer. Shinao är det största samhället i trakten. Trakten runt Shinao består till största delen av jordbruksmark.
Genomsnittlig årsnederbörd är 2 092 millimeter. Den regnigaste månaden är maj, med i genomsnitt 337 mm nederbörd, och den torraste är oktober, med 32 mm nederbörd.